# FC Academia Chișinău
FC Academia Chișinău (Fotbal Club Academia Chişinău) byl moldavský fotbalový klub sídlící v hlavním městě Kišiněv. Byl založen roku 2006. Klubové barvy jsou modrá a bílá.
V sezóně 2015/16 hrál v nejvyšší moldavské fotbalové lize jménem Divizia Națională.